# Quince Hill
Quince Hill är ett slott i Storbritannien.   Det ligger i kommunen Central Bedfordshire i riksdelen England, i den sydöstra delen av landet, 70 km norr om huvudstaden London. Quince Hill ligger 71 meter över havet.
Terrängen runt Quince Hill är huvudsakligen platt. Quince Hill ligger uppe på en höjd. Runt Quince Hill är det ganska tätbefolkat, med 248 invånare per kvadratkilometer. Närmaste större samhälle är Bedford, 9,9 km nordväst om Quince Hill. Trakten runt Quince Hill består till största delen av jordbruksmark.